# 慕德·維爾森
慕德·維爾森（Maud Welzen；1993年11月13日—），荷蘭超級名模。她是高級時裝品牌：Ralph Lauren、Valentino的代言人。慕德上過Numero及V等雜誌封面或內頁，也有參與Gucci、Chanel、Christian Dior等著名時裝及奢侈品的時裝展。